# マリカ・ヘンドリクス
マリカ・ヘンドリクス（Maryke Hendrikse、1979年2月23日 - ）は、バハミアン生まれのカナダ人声優。主にカナダのブリティッシュコロンビア州バンクーバーにあるオーシャンスタジオで働いています。

## 出演作品
- 銀魂 - 桃地らっぱ
- 出ましたっ!パワパフガールズZ
- ARMS
- 6ティーン
- ブレイスフェイス - ゲネシス
- ジョニーテスト - スーザン・テスト
- マイリトルポニー〜トモダチは魔法〜 - ギルダ
- マイリトルポニー・ガールズ: 虹の冒険 - ソナタ・ダスク